# Bigos i Wrota

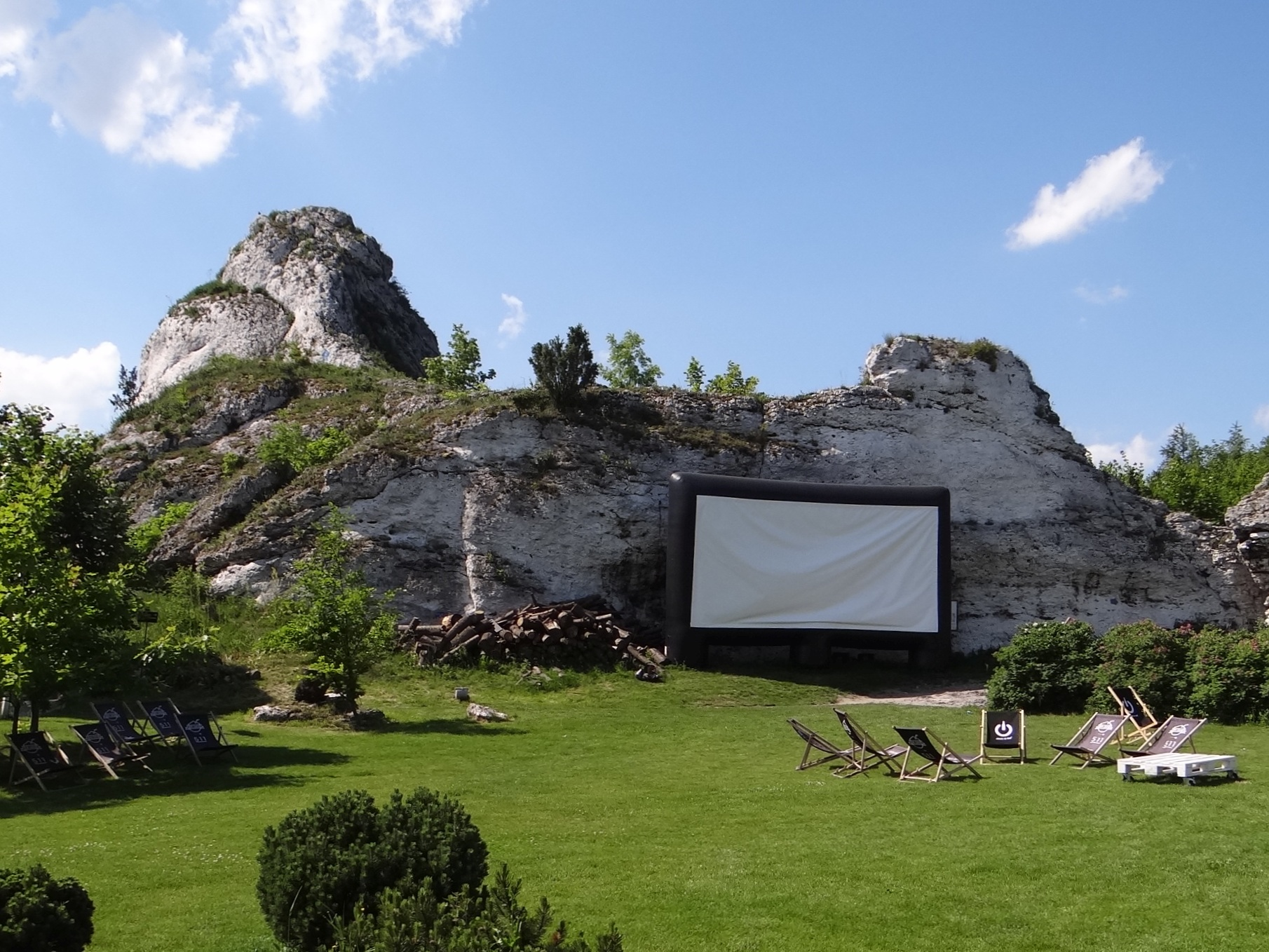
Bigos i Wrota od strony hotelu. Z tyłu po lewej stronie Czubatka

Bigos i Wrota – dwie nieduże skały w miejscowości Podzamcze w województwie śląskim, w powiecie zawierciańskim, w gminie Ogrodzieniec. Znajdują się w szczytowych partiach Góry Zamkowej (Janowskiego), zwanej też Górą Zamkową. Wzgórze to jest najwyższym wzniesieniem Wyżyny Krakowsko-Częstochowskiej. Skały znajdują się na szczycie Góry Janowskiego, pomiędzy budynkiem hotelu a skałami Wielka i Mała Cima. Ich południowo-wschodnie ściany opadają na trawnik przy hotelu.
Zbudowane z wapieni skały znajdują się na Wyżynie Częstochowskiej. Mają wysokość 10–12 m i postać muru skalnego. Dla wspinaczy skalnych są jednym z obiektów wspinaczkowych. Zaliczają je do grupy Cim na Podzamczu. Dojść do nich można przez skalny przełaz między Skałą 504 i Małą Cimą. Ściany wspinaczkowe połogie, pionowe, z przewieszeniem i zacięciem. Znajdują się na terenie otwartym, o wystawie południowej.

## Drogi wspinaczkowe
Bigos i Wrota cieszą się wśród wspinaczy skalnych dużą popularnością. Poprowadzili na nich 6 dróg wspinaczkowych o trudności od V+ do VI.5 w skali Kurtyki. Niektóre mają zamontowane stałe punkty asekuracyjne: ringi (r) i stanowisko zjazdowe (st).
Wrota
1. Kurwy wędrowniczki; VI.3, 4r + st, 10 m
2. Czar PGR-u; VI.3, 3r+ st, 10 m

Bigos
1. Wejście smoka; VI+/1, 10 m
2. Rysa Lecha; V+, 12 m
3. Czysta forma; VI.5+, 5r +st, 12 m
4. Kablówka; V, 10 m[3].